# City of Maroondah
City of Maroondah – obszar samorządu lokalnego (ang. local government area), położony we wschodniej części aglomeracji Melbourne. Nazwa regionu pochodzi od aborygeńskiego słowa maroondah co oznacza liść. Maroondah zostało założone w 1994 z połączenia City of Ringwood i City of Croydon. 

## Dzielnice
- Bayswater North
- Croydon
- Croydon Hills
- Croydon North
- Croydon South
- Heathmont
- Kilsyth South
- Ringwood
- Ringwood East
- Ringwood North
- Warranwood